# Костерёво
Костерёво — город в Петушинском районе Владимирской области России.
Образует одноимённое муниципальное образование город Костерёво со статусом городского поселения как единственный населённый пункт в его составе.

## География
Расположен в 52 км к западу от Владимира и 9 км от города Петушки на реке Большой Липне (левый приток реки Клязьмы).

## История
В современную городскую черту входит бывший погост Федосеев. Церковь Воздвижения Креста Господня на погосте существовала в первой половине XVII века, в 1655 году она была переписана из Троицких вотчин во Владимирскую десятину патриаршей области. В 1700 году на погосте была построена новая церковь, освящённая в честь того же праздника. В 1815 году на месте прежней деревянной была выстроена белокаменная Крестовоздвиженская церковь с колокольней.
Посёлок Костерёво возник при открытой в 1890 году железнодорожной станции Костерёво. Своё название станция получила по фамилии владельцев Мишеронского стекольного завода братьев Николая Ивановича и Ивана Ивановича Костерёвых.
В 1894 году в Костерёве зажиточным крестьянином Фотием Уткиным, уроженцем деревни Максимиха Березниковской волости Судогодского уезда была организована первая мастерская по ремонту текстильного оборудования. Осенью 1905 года мастерская сгорела, вместо неё внуками Фотия Никифором и Иваном была построена новая фабрика, впоследствии выросшая в крупный катушечно-челночный комбинат. 7 января 1939 года Костерёву присвоен статус посёлка городского типа при катушечно-челночном комбинате (с декабря 1972 года — комбинат технических пластмассовых изделий им. Коминтерна).
В годы Великой Отечественной войны комбинат выполнял заказы по выпуску продукции для фронта (ящики для снарядов, лыжи, корпусы мин, черенки для сапёрных лопат, одежда для солдат). В лагере станции Костерёво формировались: в сентябре 1941 года — 1-я отдельная танковая бригада, 16 февраля 1942 года за мужество и героизм преобразованная в 6-ю гвардейскую танковую бригаду; в ноябре 1941 года — 31-я танковая бригада; с 3 по 30 мая 1942 года — 113-я танковая бригада, 3 июня вошедшая в состав 15-го танкового корпуса; с 18 по 22 июля 1942 года формировалась 254-я танковая бригада, с 5 августа участвовавшая в составе 64-й армии в Сталинградской битве.
С 1964 года в окрестностях посёлка, в военном городке Костерёво-1, дислоцировались 4-е Центральные офицерские Краснознамённые курсы зенитных ракетных войск противовоздушной обороны.
Благодаря успешному развитию градообразующего предприятия, на котором в годы его расцвета трудилось около 4,5 тыс. человек, расширялась социальная инфраструктура: в Костерёве появились первые в Петушинском районе спортивный зал, плавательный бассейн. В 1964 году построен первый многоэтажный дом в микрорайоне Полевой, с начала 1980-х годов застраивался микрорайон Центральный. В октябре 1979 года в состав посёлка Костерёво включена деревня Новая. 30 июля 1981 года указом Президиума Верховного Совета РСФСР посёлку городского типа Костерёво был присвоен статус города.

## Население
| 1905    | 1926    | 1959  | 1970  | 1979    | 1989    | 1992    | 1996    | 1998    |
| ------- | ------- | ----- | ----- | ------- | ------- | ------- | ------- | ------- |
| 47      | ↗600    | ↗7471 | ↗9250 | ↗11 365 | ↗11 777 | ↘11 500 | ↘11 100 | ↘10 900 |
| 2000    | 2001    | 2002  | 2003  | 2005    | 2006    | 2007    | 2008    | 2009    |
| ↘10 800 | ↘10 600 | ↘9608 | ↘9600 | ↘9300   | ↘9200   | ↘9000   | ↘8900   | ↘8806   |
| 2010    | 2011    | 2012  | 2013  | 2014    | 2015    | 2016    | 2017    | 2018    |
| ↗9073   | ↗9112   | ↘8993 | ↘8867 | ↘8734   | ↘8641   | ↘8460   | ↘8340   | ↘8216   |
| 2019    | 2020    | 2021  |       |         |         |         |         |         |
| ↘8070   | ↗8076   | ↘7113 |       |         |         |         |         |         |

На 1 января 2024 года по численности населения город находился на неизвестно-м месте из 1119 городов Российской Федерации.

## Образование, культура
В городе действуют культурно-досуговый центр, краеведческий музей, библиотека, музыкальная школа, три средних общеобразовательных школы, три детских сада, детский социально-реабилитационный центр, спортивный зал, стадион «Труд».

## Промышленность
- Градообразующее предприятие — комбинат технических пластмасс. В 1991 году распался на несколько мелких производств.
- Развита лесная промышленность.

## Энергетика
Электроэнергией город обеспечен от 35 кВ линии филиала «Владимирэнерго» ПАО «Россети» и подстанции 35/10(6) кВ сетей ООО «Костерёвские городские электрические сети».

## Транспорт

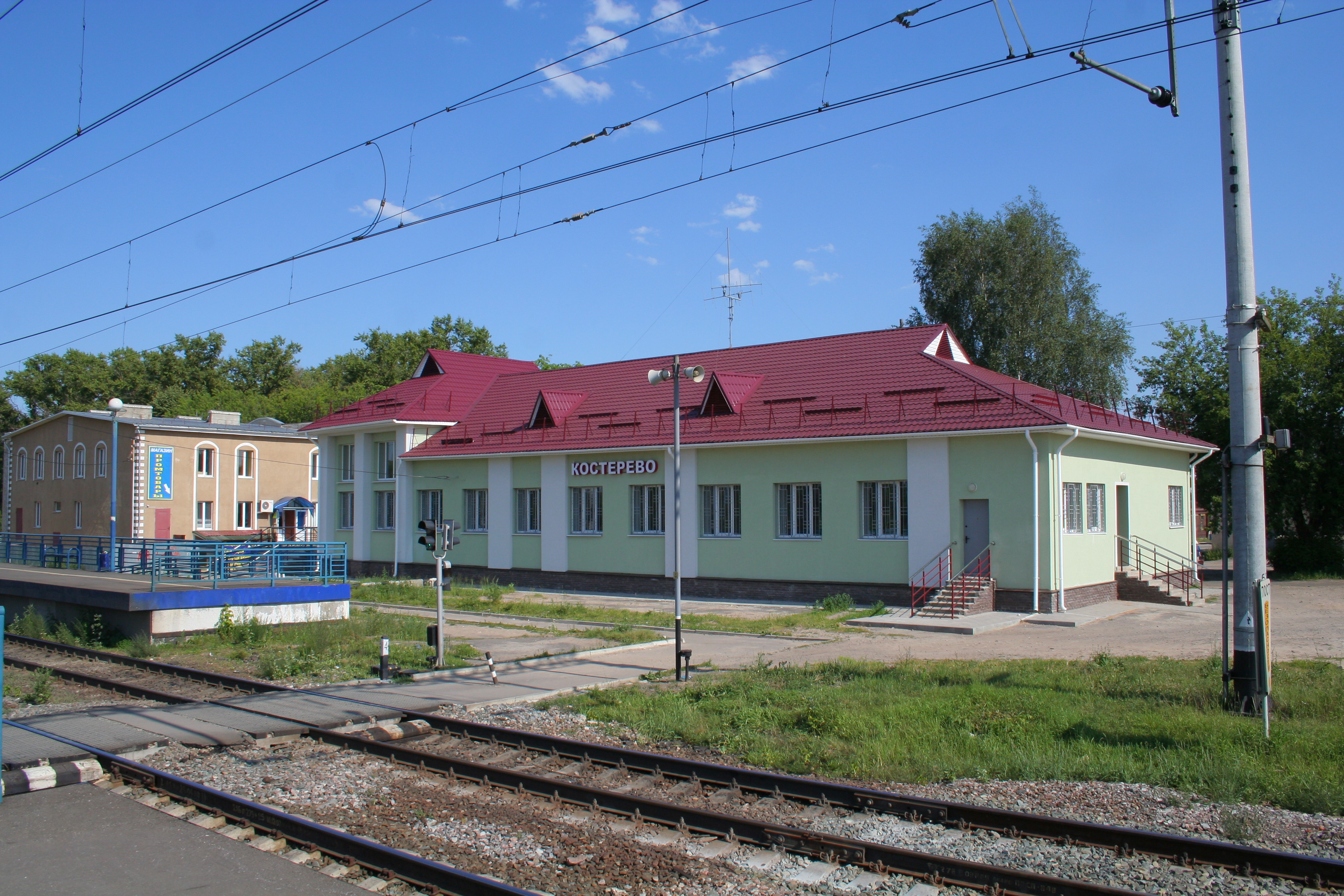
Железнодорожная станция Костерёво

Железнодорожная станция Костерёво на современном ходу Транссиба в пределах Московской железной дороги. Время движения электропоезда от станции Костерёво до платформы Серп и Молот (пересадка на станции метро «Римская» и «Площадь Ильича» в Москве) составит примерно 2 часа 20 минут. До Владимира ехать 49 минут.
В 1,5 км на север от Костерёва проходит автомобильная дорога М-7 «Волга». С районным центром город связывает автобусный маршрут № 102. Также действуют: пригородный маршрут № 118 Новая деревня — Труд, городские маршруты № 1 Вокзал — Костерёво-1 и № 2 Новая деревня — Больница.

## Достопримечательности
- Ансамбль Крестовоздвиженской церкви (1815) с пятиярусной колокольней (1870-е) и зимней Троицкой церковью (1836).
- Обелиск Победы (открыт 9 мая 1965 года).

## Известные люди
С мая по декабрь 1892 года в окрестностях Костерёва жил и работал художник Исаак Ильич Левитан. В 1931 году в посёлок Костерёво из деревни Городок был перевезён дом, в котором жил живописец.
В городе родились
- Владимиров, Юрий Кузьмич (1942—2025) — артист балета, народный артист СССР (1987).
- Архиепископ Элистинский и Калмыцкий Юстиниан (Овчинников) (р. 1961) — управляющий Элистинской и Калмыцкой епархией Русской Православной Церкви.
- Балуков, Виктор Сергеевич (р. 1939) — заслуженный работник физической культуры и спорта, председатель комитета по спорту и туризму г. Уфы Республики Башкортостан.